# Montrouveau
Montrouveau – miejscowość i gmina we Francji, w Regionie Centralnym, w departamencie Loir-et-Cher.
Według danych na rok 1990 gminę zamieszkiwało 113 osób, a gęstość zaludnienia wynosiła 6 osób/km² (wśród 1842 gmin Centre, Montrouveau plasuje się na 1021. miejscu pod względem liczby ludności, natomiast pod względem powierzchni na miejscu 701.).